# PA-30
L'autoroute PA-30 est une rocade autoroutière urbaine qui na pas le statut de voie express sur certains secteurs (est de la ville) et qui entoure Pampelune en desservant les différentes zones de la ville.
D'une longueur de 23 kilomètres environ, elle relie tout le nord-est de l'agglomération du sud-est au nord-ouest.
Elle a le statut de voie express sur tout sa partie est, alors que c'est une 2x2 voies avec échangeurs sous forme de giratoire et croisement sur sa partie nord. Enfin, c'est une 2x1 voie dans sa partie ouest.

## Sections
La Rocade PA-30 est divisée en plusieurs sections.
| Nom   | Section                        | Statut                 | Longueur (km) | Rocade       |
| ----- | ------------------------------ | ---------------------- | ------------- | ------------ |
| PA-30 | Noain A-15 - Olaz              | Voie express           | 7.5 km        | Rocade-est   |
| PA-30 | Olaz - Berriozar PA-34         | 2x2 voies (giratoires) | 11 km         | Rocade-nord  |
| NA-30 | Berriozar PA-34 - Gazolaz A-15 | 2x1 voie               | 4.5 km        | Rocade-ouest |
| A-15  | Gazolaz PA-30 - Noain PA-30    | Voie express           | 9.3 km        | Rocade-sud   |

La rocade sud est assurée par l'autoroute A-15.

## Tracé
- Elle débute à l'ouest de la ville où elle se détache de l'A-15 (Pampelune - Soria) à hauteur de Noain.
- Elle dessert l'est de l'agglomération avant de bifurquer avec la PA-33 à Sarriguren.
- Quelque kilomètre plus loin à Olaz, la PA-30 n'a plus le statut de voie express.
- De là commence la desserte de la partie nord de l'agglomération avec la traverser des communes telle que Villava ou encore Ansoain jusqu'à l'intersection avec la pénétrante ouest (PA-34) à Berriozar.
- Enfin, sur sa partie ouest, la rocade est à 2x1 voie et dessert toutes les zones industrielles de l'ouest de l'agglomération jusqu'à se connecter à l'A-15

## Sorties
| Sorties | Villes |         |
| ------- | --- | ------- |
|         | Jaca - Huesca A-21 Saragosse - Tudela - Soria AP-15 Vitoria-Gasteiz - Saint-Sébastien AP-15 Pampelune Sud - Noain | A-15    |
| 02      | Tajonar - Zone Industrielle Multiva Baja                                                                          | NA-231  |
| 03      | Multiva Baja - Multiva Alta                                                                                       |         |
| 04      | Badostain |         |
| 05      | Pampelune Est - Pampelune-Avenida de Baja Navarra Sarriguren                                                      | PA-33   |
| 06      | Olaz Sud |         |
| 07      | Olaz Nord |         |
|         | Urroz - Lumber | NA-150  |
|         | Itaroa |         |
|         | Huarte - Vilava - Burlada                                                                                         | NA-4200 |
| 10      | France - Orthez                                                                                                   | N-135   |
|         | Arre - Vilava |         |
|         | France - Bayonne                                                                                                  | NA-121A |
|         | Tunnel |         |
|         | Pampelune Nord - Pampelune-Plaza Puerto del Ponton Zone Industrielle Itturondo                                    |         |
|         | Pampelune Nord - Pampelune-Santa Cristobal Kalea                                                                  |         |
|         | Pampelune Nord - Pampelune-Calle de Las Canteras                                                                  |         |
|         | Pampelune Nord - Pampelune-Calle de Ansoain                                                                       |         |
|         | Pampelune Nord - Pampelune-Calle de Artica                                                                        |         |
|         | Pampelune Nord - Pampelune-Avenida de Guipuzcoa                                                                   |         |
|         | Pampelune Ouest - Pampelune-Avenida de Navarre Vitoria-Gasteiz - Saint-Sébastien AP-15                            | PA-34   |
|         | Pampelune Ouest - Pampelune-Calle Santa Lucia                                                                     | NA-30   |
|         | Pampelune Ouest - Pampelune-Calle Santa Lucia                                                                     | NA-30   |
|         | Pampelune Ouest - Pampelune-Avenida de San Jorge Orkoien                                                          | NA-700  |
|         | Polígono Industrial de Landaben - Volkswagen                                                                      | NA-30   |
|         | Zone Industrielle Ipertegui La Muga                                                                               |         |
|         | Orkoien | NA-30   |
|         | Arazuri - Ororbia                                                                                                 |         |
| 26      | Pampelune Ouest Saragosse - Tudela - Soria AP-15 Vitoria-Gasteiz - Saint-Sébastien AP-15 Pampelune Sud - Noain    | A-15    |

## Référence
- Nomenclature